# Pietro Rao
Pietro Rao (Partinico, 11 gennaio 1962) è un politico e farmacista italiano. Dal 15 Novembre Sindaco di Partinico

## Attività politica
È stato eletto per due mandati consigliere comunale a Partinico, di cui nel primo era stato presidente del consiglio comunale per il Centro Cristiano Democratico.
Alle elezioni politiche del 2006 è stato candidato alla Camera dei deputati, circoscrizione Sicilia 1, nella lista ''Lega Nord - Movimento per l'Autonomia'' , risultando poi il primo dei candidati non eletti.
Tuttavia, il 17 luglio 2006, Giovanni Roberto Di Mauro, che lo precedeva, è stato eletto anche deputato all'Assemblea Regionale Siciliana, optando per quest'ultima carica e lasciando quindi a Rao l'incarico di deputato.
Durante il suo mandato parlamentare è stato componente della Commissione Difesa.
Alle elezioni regionali in Sicilia del 2008 è stato candidato con il Movimento per l'Autonomia all'Assemblea regionale siciliana ma non è risultato eletto.
Nel contempo è anche ricandidato alla Camera dei deputati, sempre nella circoscrizione Sicilia 1, nelle liste del Movimento per l'Autonomia (in nona posizione), ma non viene rieletto deputato. Viene allora nominato dal governatore siciliano Raffaele Lombardo presidente della società pubblica "Sicilia Lavoro Spa".
Alle comunali di Partinico del 2018, vicino alla Lega di Salvini, si candida a Sindaco e ha raccolto il 20,15 dei voti, andando al ballottaggio contro il candidato del centrodestra Maurizio De Luca, che viene poi eletto.
Nel novembre 2022, si candida nuovamente alla carica di Sindaco di Partinico, supportato dalle liste di Forza Italia, Dc e da tre liste civiche. Risulta eletto al primo turno, battendo ampiamente gli avversari: Toti Longo e Bartolomeo Parrino.

## Lavoro
Nel lavoro svolge la professione di farmacista ed imprenditore nel settore farmaceutici essendo il  fondatore della Rao Farmaceutici, farmacia specializzata nel settore veterinario con sede a Palermo e altre sedi dislocate in tutto il territorio siciliano.